# Altica woodsi
Altica woodsi är en skalbaggsart som beskrevs av Duane Isely 1920. Altica woodsi ingår i släktet Altica och familjen bladbaggar. Inga underarter finns listade i Catalogue of Life.